# روبرت كيديابا
روبرت كيديابا موتيبا (بالفرنسية: Robert Muteba Kidiaba)‏ (مواليد 1 فبراير 1976) هو لاعب كرة قدم كونغولي ديمقراطي يلعب حاليًا لصالح نادي تي بي مازيمبي.

## المسيرة الدولية
لعب كيدابا مباراته الدولية الأولى مع منتخب الكونغو الديمقراطية في 2002. وطوال مشواره شارك في 11 مباراة تصفيات كأس العالم. في ديسمبر 2014، أعلن كيديابا أنه سيعتزل بعد انتهاء كأس الأمم الأفريقية 2015. وفي يناير 2015، اختير ضمن تشكيلة البطولة المكونة من 23 لاعبًا. وفي فبراير 2015، أعلن أنه قد لا يعتزل بعد البطولة.

## الحياة الشخصية
يعمل كسفير لجمعية بيس ون داي الخيرية.
روبرت متزوج ولديه ثلاثة أبناء.
يشتهر كيديابا برقصته احتفالًا بإحراز فوز ناديه والتي يقوم بها في منطقة جزاءه.

## روابط خارجية
- روبرت كيديابا على موقع الاتحاد الدولي (مؤرشف)  (الإنجليزية)
- روبرت كيديابا على موقع قاعدة بيانات كرة القدم.إي يو (الإنجليزية)
- روبرت كيديابا على موقع ليكيب (الفرنسية)
- روبرت كيديابا على موقع ناشيونال فوتبول تيمز (الإنجليزية)
- روبرت كيديابا على موقع Soccerway.com (الإنجليزية)
- روبرت كيديابا على موقع عالم كرة القدم.نت (الإنجليزية)